# アミノエチルピペラジン
アミノエチルピペラジン(Aminoethylpiperazine)は、ピペラジンの誘導体である。エチレンアミンの一つで、1価、2価、3価の3つの窒素原子を持つ。腐食性のある液体で、2度か3度の火傷を引き起こす。また吸入により肺水腫の原因となる。

## 利用
腐食止め、エポキシ硬化、表面活性化やアスファルトの添加物として用いられる。架橋に使えるアミン基の水素原子が3つしかないため、エポキシ樹脂の硬化剤として用いる場合には、通常、他のアミンと組み合わせて使われる。